# Marsac (Alti Pirenei)
Marsac è un comune francese di 245 abitanti situato nel dipartimento degli Alti Pirenei nella regione dell'Occitania.

## Società

### Evoluzione demografica
Abitanti censiti